# Peliococcus montanus
Peliococcus montanus är en insektsart som beskrevs av Bazarov och Babaeva 1981. Peliococcus montanus ingår i släktet Peliococcus och familjen ullsköldlöss. Inga underarter finns listade i Catalogue of Life.